# Ковалиха (Черкасская область)
Ковали́ха (укр. Ковали́ха) — село в Смелянском районе Черкасской области Украины.
Население по переписи 2001 года составляло 823 человека. Почтовый индекс — 20734. Телефонный код — 4733.

## Местный совет
20734, Черкасская обл., Смелянский р-н, с. Ковалиха, ул. Ленина, 11